# Éxitos y recuerdos
Éxitos y Recuerdos es un álbum recopilatorio de la cantante méxico-estadounidense Selena, lanzado el 15 de marzo de 1996, casi un año después de su muerte. Este álbum ha sido lanzado con diferentes portadas y nombres como "Éxitos del Recuerdo" en distintos países de América Latina.

## Listado de canciones
| N.º | Título                  | Escritor(es)                      | Duración |  |
| 1.  | «Baila Esta Cumbia»     | A.B. Quintanilla III • Ricky Vela | 2:58     |  |
| 2.  | «Ya Ves»                | Quintanilla III • Pete Astudillo  | 3:16     |  |
| 3.  | «Como La Flor»          | Quintanilla III • Astudillo       | 3:04     |  |
| 4.  | «Tengo Ganas de Llorar» | Quintanilla III • Vela            | 3:18     |  |
| 5.  | «Vuelve a Mí»           | Quintanilla III • Astudillo       | 3:38     |  |
| 6.  | «¿Qué Creías?»          | Quintanilla III • Vela            | 3:32     |  |
| 7.  | «Sukiyaki»              | R. Ei-H. Nakamura                 | 3:01     |  |
| 8.  | «Si La Quieres»         | Vela                              | 3:12     |  |
| 9.  | «Besitos»               | Quintanilla III                   | 2:25     |  |

## Charts
| Año  | Chart                         | Posición |
| ---- | ----------------------------- | -------- |
| 1996 | US Billboard Top Latin Albums | 13       |